# Crisis del agua en Nuevo León de 2022
La crisis del agua en Nuevo León de 2022 se refiere a los problemas que se producen debido a la escasez de agua en el estado mexicano de Nuevo León, en el contexto de la crisis hídrica en México de 2021-2025. Dicho período de crisis hídrica tuvo su punto más crítico en junio y julio de ese año y afectó a diversos municipios, incluyendo la Zona metropolitana de Monterrey (ZMM), la capital del estado y la segunda más grande del país.

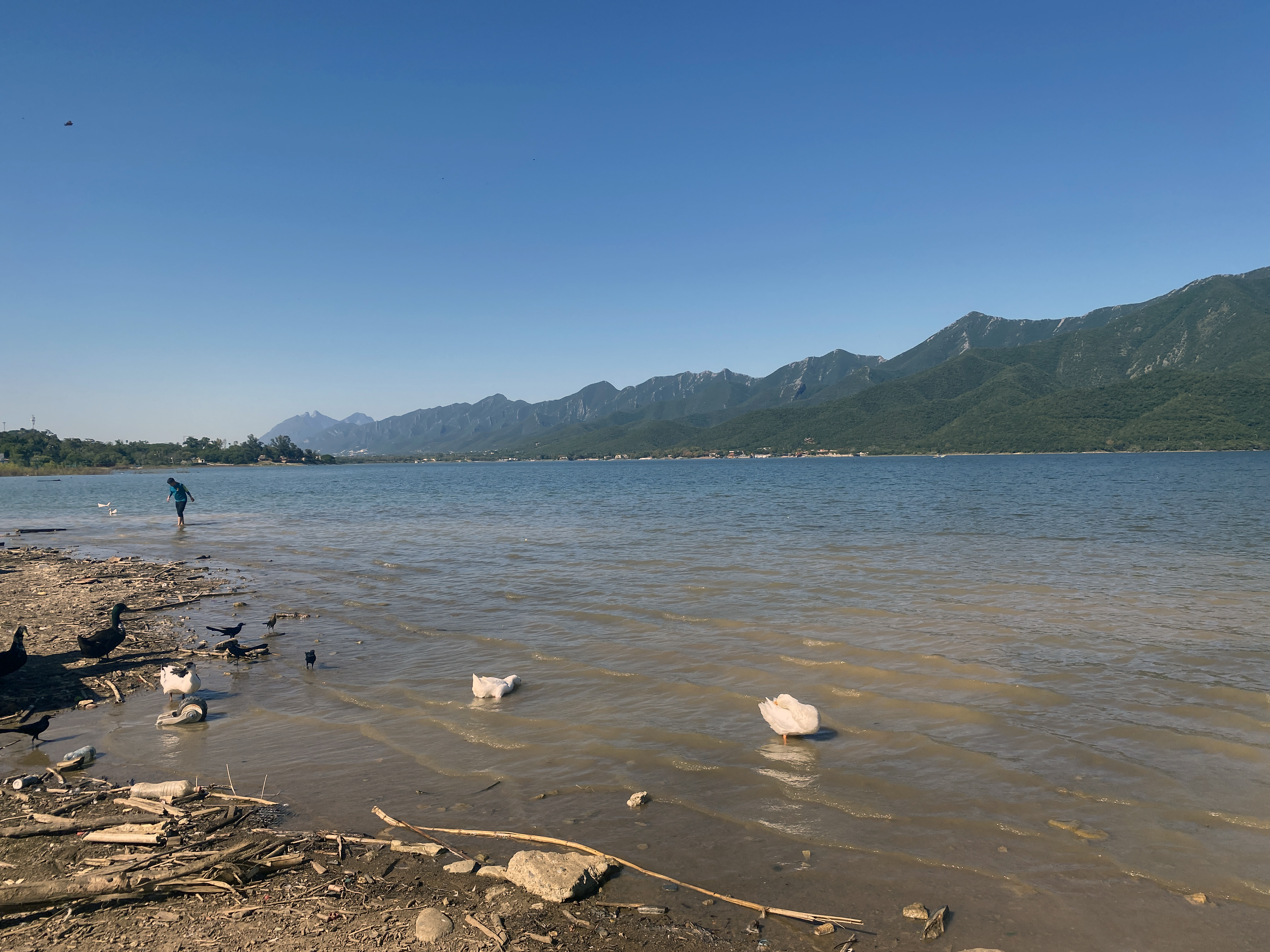
Presa La Boca en niveles bajos (2022).

## Contexto

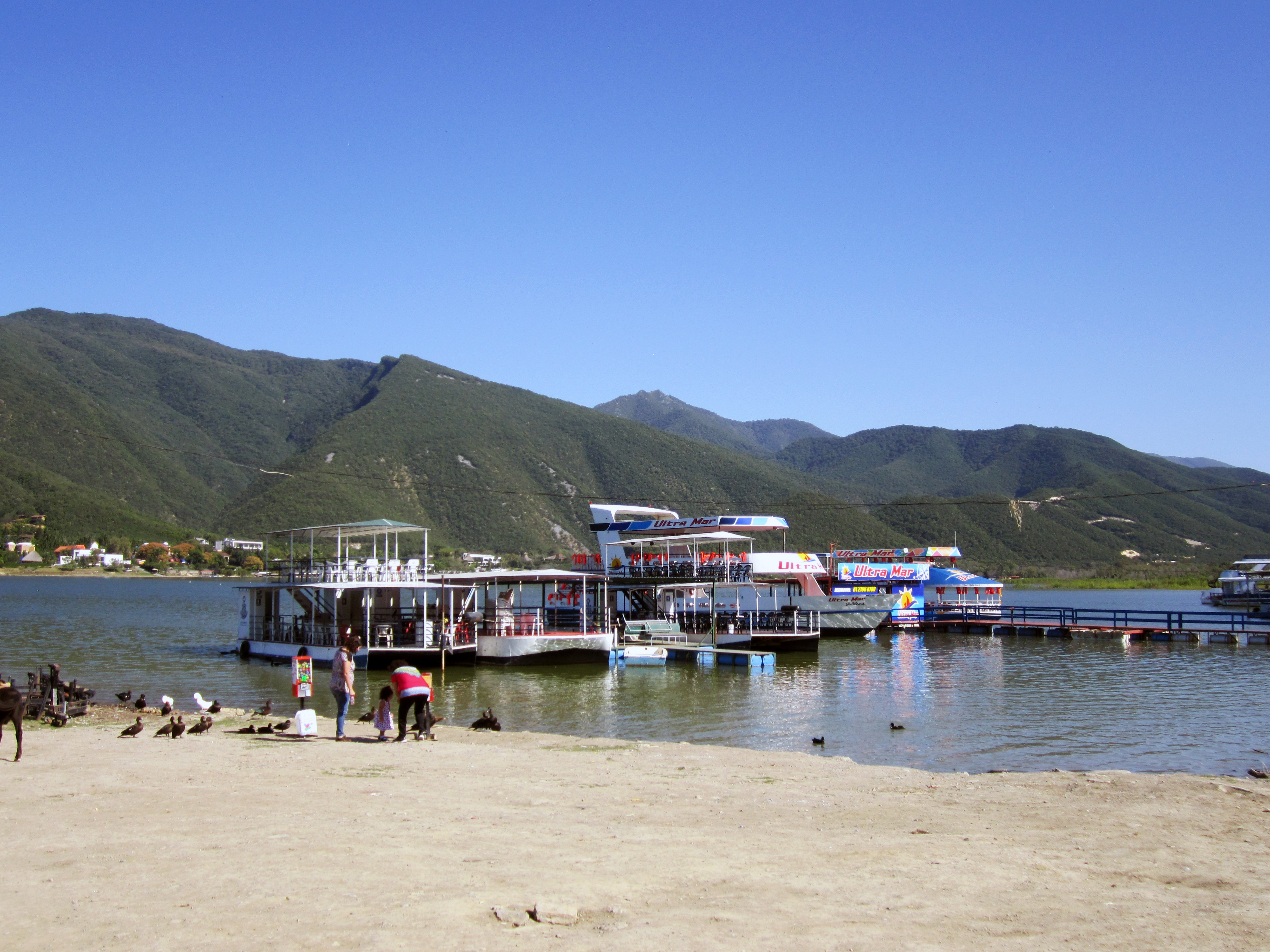
Presa La Boca, una de las que abastece la Zona Metropolitana de Monterrey.

La crisis del agua en Nuevo León de 2022 tiene diversos factores, entre ellos

### Condiciones climáticas
En 2022, ocho estados de México sufrieron sequías extremas y 1546 de los 2463 municipios tuvieron diversos grados de escasez. La ZMM recibe un promedio de precipitación de 300 a 500 milímetros de agua en un clima de semiárido a muy seco. Las condiciones climáticas de Nuevo León así como las consecuencias del calentamiento global sitúan al estado en un riesgo permanente de carestía por sequía y en el sufrimiento de olas de calor. Por otro lado la ZMM se abastece, principalmente, del agua de presas como Cerro Prieto y El Cuchillo —ambas responsables del 70% del caudal— y La Boca, mismas que tuvieron bajos índices de captación y almacenamiento de agua respecto a otros años. 
Nuevo León había enfrentado dos sequías graves con anterioridad, en 1998 y en 2013, mismas que pusieron en alerta a la sociedad neolonesa sobre las consecuencias reales de una situación crítica. Una menor cantidad de población, en el caso de 1998, ayudó a que una búsqueda rápida de pozos de extracción profunda abastecieran a las personas una cantidad de agua mínima por un lapso de tres meses, sin interrumpir del todo el agua y hacerla llegar a la mayor cantidad posible de personas. En 2013, los efectos del cambio climático expresados en lluvias extremas salvaron a la ciudad de la crisis de agua, cuando el Huracán Ingrid llenó las presas abastecedoras.

### Falta de infraestructura
En la zona metropolitana de Monterrey, el abasto de agua directa a los domicilios se realizaba aproximadamente a la mitad de la población en los años 50, con extracciones provenientes de pozos urbanos. A inicios del siglo XXI, las 4.5 millones de personas que habitaban la ZMM recibían agua de parte de las tres presas: La Boca, más cercana al núcleo urbano; y Cerro Prieto y El Cuchillo, distantes de la zona y ambas dependientes de la cuenca del Río San Juan; así como pozos urbanos tanto profundos como superficiales, misma que es distribuida a una red de 400 kilómetros de acueductos y tuberías que resultan insuficientes. Existen municipios como García que tienen un déficit crítico en el abastecimiento de agua, debido a su crecimiento poblacional y la falta de inversión en infraestructura tanto de abasto como de drenaje suficiente.

### Distribución inequitativa
El crecimiento acelerado de la población y la falta de políticas públicas en el abasto para una distribución más equitativa que reduzca, el enfoque economicista que beneficia a empresas que usan grandes volúmenes de agua para sus procesos provoca que existan amplias zonas urbanas no tienen acceso al agua. Si bien los últimos veinte años el volumen de agua de las presas ha ido en declive, en 2011 y 2012 imágenes satelitales demuestran una sequía meteorológica y a partir de 2015 procesos antropogénicos —es decir, de naturaleza humana como procesos de extracción ilegal o de sobreexplotación no reportada a las autoridades— agravaron la escasez. La extracción en marzo de 2022 por la actividad industrial era de 1 600 litros por segundo. En el estado se encuentran instaladas plantas como la cervecera Heineken y la acerera Ternium, mismas que necesitan grandes volúmenes de agua en sus procesos.

### Conflictos por el agua
Debido a que el caudal del Río San Juan surte de agua a los estados de Nuevo León y Tamaulipas, tanto a la Presa El Cuchillo como a la Presa Marte R. Gómez (El Azúcar) en Tamaulipas, han existido conflictos sociales relacionados entre ambos estados, particularmente con productores agrícolas de Tamaulipas que se encuentran río abajo.

## Evolución
El 3 de febrero fue anunciado que Nuevo León vivía una sequía extrema, y que los cálculos indicaban que el volumen de agua podría ser insuficiente para primavera y verano. Entró en vigencia el programa de Medidas Preventivas y de Mitigación de la Sequía de la Comisión Nacional del Agua.

### Marzo
En marzo de 2022 la Comisión Nacional del Agua anunció que el volumen de agua en las presas era crítico, por lo que se acercaba un «día cero» para la Zona Metropolitana de Monterrey calculado a ocurrir en los siguientes 60 días. Por tanto, se anunció que a partir del 25 de marzo comenzaría un programa de tandeo, en el que se subdividiría la ZMM en zonas que tendrían horarios diferenciadas de abasto.

### Septiembre
El 23 de septiembre el Congreso de Nuevo León anunció multas para las personas que fueran descubiertas desperdiciando agua.

## Impacto

### Crisis social
En diversas colonias de la Zona Metropolitana de Monterrey se registraron manifestaciones y bloqueos por la falta de agua. Las personas que se manifestaron reclamaban una distribución inequitativa del agua en las zonas ricas y pobres de la zona. Por otro lado, se registraron diversos incidentes entre las personas que se disputaban las pocas fuentes de agua.

### Crisis política
La situación solo tensó más la crisis política estatal. En 2023 alcaldes protestaron por la falta de presupuesto y de acciones de mitigación. 

## Soluciones
Inauguración del acueducto El Cuchillo II en Nuevo León.